# Garavelli (Chamakhi)
Garavelli est un village de la région de Şamaxı en Azerbaïdjan.

## Toponymie
Le nom ancien du village est Garavelli Gambay bey.

## Géographie
Le village de Garavelli de la région de Şamaxı est situé dans la circonscription administrative du village de Mirikend.

## Économie
La principale occupation de la population du village est l'agriculture et l'élevage.

## Population
Selon les statistiques de 2009, la population du village est de 1143 personnes.